# Affärsantropologi
Affärsantropologi är ett forskningsfält inom antropologin.
Under senare decennier har antropologisk forskning riktad mot marknaden fått allt större betydelse. Genom att marknaden har blivit alltmer internationell har behovet av att förstå kulturella skillnader ökat. Eftersom antropologin alltid ägnat sig åt kulturella skillnader (fast traditionellt åt primitiva samhällen) har ämnet blivit allt mer intressant. Många företag är transnationella. De måste då handskas med anställda och konsumenter med – för dem – främmande kulturella föreställningar. Goda relationer med de anställda, liksom företagets lönsamhet är då beroende av kunskaper om dessa kulturella skillnader.
Antropologins forskningsmetod med deltagande observation har visat sig intressant för många företag eftersom den vill studera människors vardagsliv, värderingar och beteenden. Dessutom kännetecknas antropologin av ett helhetstänkande enligt vilket olika aspekter såsom ekonomi, politik och så vidare sägs hänga samman. Även detta har visat sig fruktbart i studiet av marknaden.

## Användningsområden
Ett exempel på affärsantropologi är studiet av konsumentkultur. Olika grupper av konsumenter har olika värderingar; därmed är de mer eller mindre mottagliga för olika budskap. Genom att ge människor traditionella frågeformulär kan inte skillnaden mellan vad människor säger att de gör och vad de faktiskt gör utrönas. Men detta är möjligt genom deltagande observation: En familj kan exempelvis i ett frågeformulär svara att familjen tar god tid på sig när de äter frukost, vilket vid närmare studium dock kan vederlägga.
Ett annat exempel är studiet av organisationskultur. Vid företagssammanslagningar är det viktigt att förstå de olika företagens olika kultur för att sammanslagningen ska bli framgångsrik. Även transnationella företag behöver förstå de anställda från olika kulturer för att förhindra konflikter och få väl fungerande organisationer. 